# Agnieszka Sudomir
Agnieszka Sudomir-Jaszczyk, ps. „Agnieszka Jabłońska” (ur. 21 stycznia 1971 w Łodzi) – polska poetka i pisarka, autorka powieści kryminalnych i fabuł science-fiction.

## Życiorys
Ukończyła filologię polską na Uniwersytecie Łódzkim. Jest autorką wierszy i artykułów ukazujących się na łamach czasopism „Topos” i „Fraza”. Popularność zdobyła cyklem z komisarzem Igorem Blattnerem pt. „Miasto Obiecane”, w ramach którego dotychczas ukazały się powieści: Faza REM, Panaceum, Efekt pominięcia i Dowód. Wyróżniona w konkursie „Ten pierwszy raz” za krótką formę pt. „Sekunda do północy”.

## Publikacje

### Poezja
- Albo krzycz, Stowarzyszenie Literackie im. K. K. Baczyńskiego, 1992, ISBN 978-83-900276-2-3 (jako Agnieszka Jabłońska)
- Hiszpańskie koronki, Stowarzyszenie Literackie im. K. K. Baczyńskiego, 1995, ISBN 978-83-900477-2-0 (jako Agnieszka Jabłońska)

### Książki
- Faza REM, Genius Creations, 1 października 2017, ISBN 978-83-7995-112-3
- Szablon, Genius Creations, 2 września 2018, ISBN 978-83-7995-206-9
- Panaceum, Literate, 20 kwietnia 2019, ISBN 978-83-7995-230-4
- Efekt pominięcia, Literate, 1 kwietnia 2021, ISBN 978-83-7995-403-2
- Czwartkowe dzieci, Literate, 28 kwietnia 2021, ISBN 978-83-7995-373-8
- Dowód, Literate, 24 stycznia 2024, ISBN 978-83-7995-718-7.

### Antologie
- Borlik P. i inni, Fantazmaty I, Fantazmaty, 16 kwietnia 2018, ISBN 978-83-66058-01-9
- Antologia, Ten pierwszy raz, Genius Creations, 2 września 2018, ISBN 978-83-7995-236-6
- Antologia, Siła jej piękna, Inanna, 20 kwietnia 2019, ISBN 978-83-7995-284-7
- Tomczyk K. i inni, Umieranie to parszywa robota, Fantazmaty, 15 listopada 2019, ISBN 978-83-66058-26-2